# Дирак, Поль
Поль Адриен Морис Дира́к (англ. Paul Adrien Maurice Dirac; 8 августа 1902, Бристоль — 20 октября 1984, Таллахасси) — британский физик-теоретик, один из создателей квантовой механики. Лауреат Нобелевской премии по физике 1933 года (совместно с Эрвином Шрёдингером).
Член Лондонского королевского общества (1930), а также ряда академий наук мира, в том числе член Папской академии наук (1961), иностранный член Академии наук СССР (1931), Национальной академии наук США (1949) и Французской академии наук (1963).
Работы Дирака посвящены квантовой физике, теории элементарных частиц, общей теории относительности. Он является автором основополагающих трудов по квантовой механике (общая теория преобразований), квантовой электродинамике (метод вторичного квантования и многовременной формализм) и квантовой теории поля (квантование систем со связями). Предложенное им релятивистское уравнение электрона позволило естественным образом объяснить спин и ввести представление об античастицах. К другим известным результатам Дирака относятся статистическое распределение для фермионов, концепция магнитного монополя, гипотеза больших чисел, гамильтонова формулировка теории гравитации и др.

## Обзор жизни и творчества

### Происхождение и юность (1902—1923)
Поль Дирак родился 8 августа 1902 года в Бристоле в семье учителя. Его отец, Шарль Адриен Ладислас Дирак (1866—1936), получил степень бакалавра словесности в Женевском университете и вскоре после этого перебрался в Англию. С 1896 года он преподавал французский язык в Коммерческом училище и Техническом колледже Бристоля, ставшем в начале XX века частью Бристольского университета. Мать Поля Дирака, Флоренс Ханна Холтен (1878—1941), дочь капитана торгового судна, работала в библиотеке. Всего в семье было трое детей: старший Реджинальд Феликс (1900—1924, он покончил с собой), средний (Поль) и младшая сестра Беатрис (1906—1991). Отец требовал, чтобы в семье разговаривали исключительно на французском языке, следствием чего стали такие черты характера Поля как молчаливость и склонность к размышлениям в одиночестве. Отец и дети были зарегистрированы как швейцарские граждане и лишь в 1919 году получили британское подданство.
В 12-летнем возрасте Поль Дирак стал учеником средней школы Технического колледжа, программа обучения которой имела практическую и естественнонаучную направленность, что полностью соответствовало склонностям Дирака. Кроме того, его учёба пришлась на годы Первой мировой войны, что позволило ему быстрее обычного попасть в старшие классы, откуда много учеников отправилось на военные работы.
В 1918 году Дирак поступил на инженерный факультет Бристольского университета. Несмотря на то, что его любимым предметом была математика, он неоднократно говорил, что инженерное образование дало ему очень много:

Раньше я видел смысл лишь в точных уравнениях. Мне казалось, что если пользоваться приближёнными методами, то работа становится невыносимо уродливой, в то время как мне страстно хотелось сохранить математическую красоту. Инженерное образование, которое я получил, как раз научило меня смиряться с приближенными методами, и я обнаружил, что даже в теориях, основанных на приближениях, можно увидеть достаточно много красоты… Я оказался вполне подготовленным к тому, что все наши уравнения надо рассматривать как приближения, отражающие существующий уровень знаний, и воспринимать их как призыв к попыткам их усовершенствования. Если бы не инженерное образование, я, наверное, никогда не добился бы успеха в своей последующей деятельности…
— Воспоминания о необычайной эпохе
Большое влияние на Дирака в это время оказало знакомство с теорией относительности, которая в те годы вызывала в обществе огромный интерес. Он посещал лекции профессора философии Броуда, из которых почерпнул первоначальные сведения в этой области и которые заставили его обратить пристальное внимание на геометрические представления о мире. Во время летних каникул Дирак проходил стажировку на одном из машиностроительных заводов в Регби, однако не зарекомендовал себя с лучшей стороны. Поэтому в 1921 году, после получения степени бакалавра электротехники, он не сумел найти работу. Также ему не удалось продолжить учёбу в Кембриджском университете: стипендия была слишком мала, а бристольские власти отказались оказать финансовую поддержку, поскольку Дирак лишь недавно принял английское гражданство.
Следующие два года Дирак посвятил изучению математики в Бристольском университете: сотрудники математического факультета предложили ему неофициально посещать занятия. Особое влияние на него в это время оказал профессор Питер Фрейзер, благодаря которому Дирак оценил значение математической строгости и изучил методы проективной геометрии, оказавшейся мощным инструментом в его последующих исследованиях. В 1923 году Дирак сдал заключительный экзамен с отличием первой степени.

### Кембридж. Формализм квантовой механики (1923—1926)
После сдачи экзаменов по математике Дирак получил стипендию Бристольского университета и грант от Отдела образования Бристоля. Таким образом, у него появилась возможность поступить в аспирантуру Кембриджского университета. Вскоре он был принят в Колледж Святого Иоанна. В Кембридже он посещал лекции по ряду предметов, которые не изучались им в Бристоле, например, по статистической механике Гиббса и классической электродинамике, а также изучил метод Гамильтона в механике, проштудировав «Аналитическую динамику» Уиттекера.
Он хотел заниматься теорией относительности, однако его научным руководителем был назначен известный теоретик Ральф Фаулер, специалист по статистической механике. Именно вопросам статмеханики и термодинамики были посвящены первые работы Дирака, также он проводил расчёты эффекта Комптона, важные для астрофизических приложений. Фаулер познакомил Дирака с совершенно новыми идеями атомной физики, выдвинутыми Нильсом Бором и развивавшимися Арнольдом Зоммерфельдом и другими учёными. Вот как сам Дирак вспоминал об этом эпизоде в своей биографии:

Помню, какое огромное впечатление произвела на меня теория Бора. Я считаю, что появление идей Бора было самым грандиозным шагом в истории развития квантовой механики. Самое неожиданное, самое удивительное заключалось в том, что столь радикальное отступление от законов Ньютона дало такие замечательные плоды.

Дирак включился в работу по теории атома, пытаясь, как и многие другие исследователи, распространить идеи Бора на многоэлектронные системы.
Летом 1925 года Кембридж посетил Вернер Гейзенберг, выступивший с докладом об аномальном эффекте Зеемана в Клубе Капицы. В конце своего доклада он упомянул о некоторых своих новых идеях, легших в основу матричной механики. Впрочем, Дирак не обратил на них тогда внимания из-за усталости. В конце лета, находясь в Бристоле у родителей, Дирак получил от Фаулера по почте корректуру статьи Гейзенберга, но не смог сразу оценить её основную мысль. Лишь через неделю или две, вновь вернувшись к этой статье, он осознал то новое, что появилось в теории Гейзенберга. Динамические переменные Гейзенберга описывали не отдельную боровскую орбиту, а связывали два атомных состояния и выражались в виде матриц. Следствием этого была некоммутативность переменных, смысл которой был неясен самому Гейзенбергу. Дирак сразу понял важную роль этого нового свойства теории, которому было необходимо дать правильную интерпретацию. Ответ был получен в октябре 1925 года, уже после возвращения в Кембридж, когда Дираку во время прогулки пришла идея об аналогии между коммутатором и скобками Пуассона. Эта связь позволила ввести процедуру дифференцирования в квантовую теорию (этот результат был изложен в статье «Фундаментальные уравнения квантовой механики», опубликованной в конце 1925 года) и дала толчок к построению последовательного квантовомеханического формализма на основе гамильтонова подхода. В этом же направлении теорию пытались развивать в Гёттингене Гейзенберг, Макс Борн и Паскуаль Йордан.
Впоследствии Дирак не раз отмечал решающую роль Гейзенберга в построении квантовой механики. Так, предваряя одну из лекций последнего, Дирак сказал:

У меня есть наиболее веские причины быть почитателем Вернера Гейзенберга. Мы учились в одно время, были почти ровесниками и работали над одной и той же проблемой. Гейзенберг преуспел там, где у меня были неудачи. К тому времени накопилось огромное количество спектроскопического материала, и Гейзенберг нашёл правильный путь в его лабиринте. Сделав это, он дал начало золотому веку теоретической физики, и вскоре выполнять первоклассные работы имел возможность даже второразрядный студент.

Следующим шагом Дирака стало обобщение математического аппарата путём построения квантовой алгебры для переменных, отличающихся некоммутативностью и названных им q-числами. Примером q-чисел являются гейзенберговские матрицы. Работая с такими величинами, Дирак рассмотрел задачу об атоме водорода и получил формулу Бальмера. Одновременно он пытался расширить алгебру q-чисел, чтобы охватить релятивистские эффекты и особенности многоэлектронных систем, а также продолжал заниматься теорией комптоновского рассеяния. Полученные результаты вошли в диссертацию на соискание степени доктора философии под названием «Квантовая механика», которую Дирак защитил в мае 1926 года.
К этому времени стало известно о новой теории, развитой Эрвином Шрёдингером на основе представлений о волновых свойствах вещества. Отношение Дирака к этой теории было поначалу не самым благоприятным, поскольку, по его мнению, уже существовал подход, позволявший получать правильные результаты. Однако вскоре стало ясно, что теории Гейзенберга и Шрёдингера связаны между собой и дополняют друг друга, поэтому Дирак с энтузиазмом взялся за изучение последней.
Впервые Дирак применил её, рассмотрев задачу о системе тождественных частиц. Он обнаружил, что тип статистики, которой подчиняются частицы, определяется свойствами симметрии волновой функции. Симметричные волновые функции соответствуют статистике, которая была известна к тому времени по работам Шатьендраната Бозе и Альберта Эйнштейна (статистика Бозе — Эйнштейна), в то время как антисимметричные волновые функции описывают совершенно иную ситуацию и соответствуют частицам, подчиняющимся принципу запрета Паули. Дирак изучил основные свойства этой статистики и описал их в статье «К теории квантовой механики» (август 1926 года). Вскоре выяснилось, что это распределение было введено ранее Энрико Ферми (из иных соображений), и Дирак полностью признал его приоритет. Тем не менее, этот тип квантовой статистики обычно связывается с именами обоих учёных (статистика Ферми — Дирака).
В той же статье «К теории квантовой механики» была развита (независимо от Шрёдингера) зависящая от времени теория возмущений и применена к атому в поле излучения. Это позволило показать равенство коэффициентов Эйнштейна для поглощения и вынужденного испускания, однако сами коэффициенты вычислить не удалось.

### Копенгаген и Гёттинген. Теория преобразований и теория излучения (1926—1927)
В сентябре 1926 года по предложению Фаулера Дирак прибыл в Копенгаген, чтобы провести некоторое время в Институте Нильса Бора. Здесь он близко сошёлся с Паулем Эренфестом и самим Бором, о которых впоследствии вспоминал:

У Бора была привычка думать вслух… Я привык выделять из своих рассуждений те, которые можно записать в виде уравнений, а рассуждения Бора таили в себе гораздо более глубокий смысл и уходили весьма далеко от математики. Мне очень нравились наши отношения с Бором, и… я не могу даже оценить, сколь сильно повлияло на мою работу то, что я слышал, как думал вслух Бор. <…> Эренфест всегда стремился к абсолютной ясности в каждой детали дискуссии… На лекции, на коллоквиуме или на каком-нибудь мероприятии такого сорта Эренфест был самым полезным человеком.

Находясь в Копенгагене, Дирак продолжал работу, пытаясь дать интерпретацию своей алгебре q-чисел. Результатом стала общая теория преобразований, объединившая в качестве частных случаев волновую и матричную механики. Этот подход, аналогичный каноническим преобразованиям в классической гамильтоновой теории, позволил переходить между различными наборами коммутирующих переменных. Для того чтобы иметь возможность работать с переменными, характеризующимися непрерывным спектром, Дирак ввёл новый мощный математический инструмент — так называемую дельта-функцию, ныне носящую его имя. Дельта-функция стала первым примером обобщённых функций, теория которых была создана в работах Сергея Соболева и Лорана Шварца. В той же статье «Физическая интерпретация квантовой динамики», представленной в декабре 1926 года, был введён ряд обозначений, впоследствии ставших общепринятыми в квантовой механике. Теория преобразований, построенная в работах Дирака и Йордана, позволила не полагаться более на неясные соображения принципа соответствия, а естественным образом ввести в теорию статистическую трактовку формализма на основе представлений об амплитудах вероятности.
В Копенгагене Дирак начал заниматься вопросами теории излучения. В работе «Квантовая теория испускания и поглощения излучения» он показал её связь со статистикой Бозе — Эйнштейна, а затем, применив процедуру квантования к самой волновой функции, пришёл к методу вторичного квантования для бозонов. В этом подходе состояние ансамбля частиц задаётся их распределением по одночастичным состояниям, определяемым так называемыми числами заполнения, которые изменяются при действии на исходное состояние операторов рождения и уничтожения. Дирак продемонстрировал эквивалентность двух различных подходов к рассмотрению электромагнитного поля, основывающихся на представлении о световых квантах и на квантовании компонент поля. Ему также удалось получить выражения для коэффициентов Эйнштейна как функций потенциала взаимодействия и, таким образом, дать толкование спонтанного излучения. Фактически в этой работе было введено представление о новом физическом объекте — квантовом поле, а метод вторичного квантования лег в основу построения квантовой электродинамики и квантовой теории поля. Спустя год Йордан и Юджин Вигнер построили схему вторичного квантования для фермионов.
Дирак продолжал заниматься теорией излучения (а также вопросами теории дисперсии и рассеяния) в Гёттингене, куда приехал в феврале 1927 года и где провёл несколько следующих месяцев. Он посещал лекции Германа Вейля по теории групп, активно общался с Борном, Гейзенбергом и Робертом Оппенгеймером.

### Релятивистская квантовая механика. Уравнение Дирака (1927—1933)

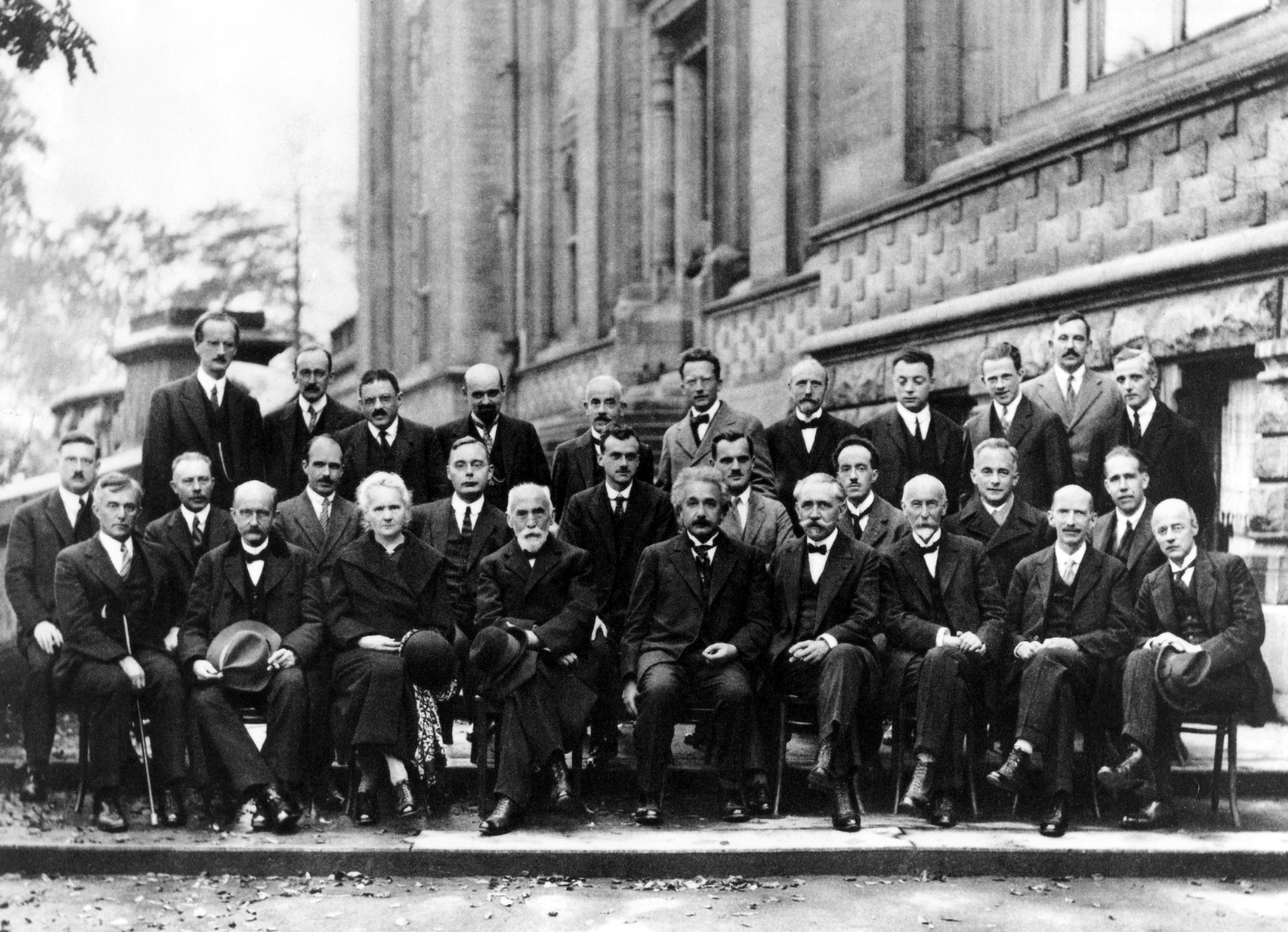
Пятый Сольвеевский конгресс. Поль Дирак слева от Эйнштейна во втором ряду

К 1927 году благодаря своим новаторским работам Дирак приобрёл широкую известность в научных кругах. Свидетельством этому было приглашение на пятый Сольвеевский конгресс («Электроны и фотоны»), где он принял участие в дискуссиях. В том же году Дирак был избран членом совета колледжа Святого Джона, а в 1929 году назначен старшим лектором по математической физике (впрочем, он был не слишком обременён преподавательскими обязанностями).
В это время Дирак был занят построением адекватной релятивистской теории электрона. Существовавший подход, основанный на уравнении Клейна — Гордона, не удовлетворял его: в это уравнение входит квадрат оператора дифференцирования по времени, поэтому оно не может быть согласовано с обычной вероятностной интерпретацией волновой функции и с общей теорией преобразований, развитой Дираком. Его целью было уравнение, линейное по оператору дифференцирования и при этом релятивистски инвариантное. Несколько недель работы привели его к подходящему уравнению, для чего ему пришлось ввести матричные операторы размером 4x4. Волновая функция также должна иметь четыре компоненты. Полученное уравнение (уравнение Дирака) оказалось весьма удачным, поскольку оно естественным образом включает спин электрона и его магнитный момент. В статье «Квантовая теория электрона», отосланной в печать в январе 1928 года, содержался также основанный на полученном уравнении расчёт спектра водородного атома, оказавшийся в полном согласии с экспериментальными данными.
В той же работе был рассмотрен новый класс неприводимых представлений группы Лоренца, для которого Эренфестом был предложен термин «спиноры». Эти объекты заинтересовали «чистых» математиков, и через год Бартел Ван-дер-Варден опубликовал работу по спинорному анализу. Вскоре выяснилось, что объекты, идентичные спинорам, были введены математиком Эли Картаном ещё в 1913 году.

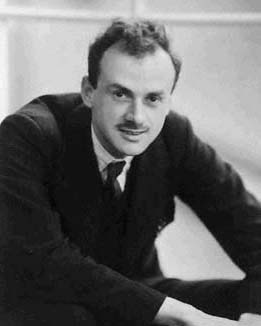
Поль Дирак (около 1930 года)

После появления уравнения Дирака стало ясно, что оно содержит одну существенную проблему: помимо двух состояний электрона с различными ориентациями спина, четырёхкомпонентная волновая функция содержит два дополнительных состояния, характеризуемых отрицательной энергией. В опытах эти состояния не наблюдаются, однако теория даёт конечную вероятность перехода электрона между состояниями с положительной и отрицательной энергиями. Попытки искусственно исключить эти переходы ни к чему не привели. Наконец, в 1930 году Дирак сделал следующий важный шаг: он предположил, что все состояния с отрицательной энергией заняты («море Дирака»), что соответствует вакуумному состоянию с минимальной энергией. Если же состояние с отрицательной энергией оказывается свободным («дырка»), то наблюдается частица с положительной энергией. При переходе электрона в состояние с отрицательной энергией «дырка» исчезает, то есть происходит аннигиляция. Из общих соображений следовало, что эта гипотетическая частица должна быть во всем идентичной электрону, за исключением противоположного по знаку электрического заряда. В то время такая частица не была известна, а Дирак не решился постулировать её существование. Поэтому в работе «Теория электронов и протонов» (1930) он предположил, что такой частицей является протон, а его массивность обусловлена кулоновскими взаимодействиями между электронами.
Вскоре Вейль из соображений симметрии показал, что такая «дырка» не может быть протоном, а должна иметь массу электрона. Дирак согласился с этими доводами и указал, что тогда должен существовать не только «положительный электрон», или антиэлектрон, но и «отрицательный протон» (антипротон). Антиэлектрон был открыт спустя несколько лет. Первые свидетельства его существования в космических лучах получил Патрик Блэкетт, однако пока он был занят проверкой результатов, в августе 1932 года Карл Андерсон независимо открыл эту частицу, которая позже получила название позитрона.
В 1932 году Дирак сменил Джозефа Лармора в должности Лукасовского профессора математики (в своё время этот пост занимал Исаак Ньютон). В 1933 году Дирак разделил с Эрвином Шрёдингером Нобелевскую премию по физике «за открытие новых форм квантовой теории». Сначала Дирак хотел отказаться, поскольку не любил привлекать к себе внимание, однако Резерфорд уговорил его, сказав, что своим отказом он «наделает ещё больше шума». 12 декабря 1933 года в Стокгольме Дирак прочёл лекцию на тему «Теория электронов и позитронов», в которой предсказал существование антивещества. Предсказание и открытие позитрона породило в научном сообществе уверенность, что начальная кинетическая энергия одних частиц может быть преобразована в энергию покоя других, и привело в дальнейшем к стремительному росту числа известных элементарных частиц.

### Другие работы по квантовой теории 1920—1930-х годов
После поездок в Копенгаген и Гёттинген Дирак почувствовал вкус к путешествиям, посещениям разных стран и научных центров. С конца 1920-х годов он выступал с лекциями по всему миру. Так, в 1929 году он прочитал курс лекций в Висконсинском и Мичиганском университетах в США, затем вместе с Гейзенбергом пересек Тихий океан, а после лекций в Японии вернулся в Европу по Транссибирской магистрали. Это было не единственное посещение Дираком Советского Союза. Благодаря тесным научным и дружеским связям с советскими физиками (Игорем Таммом, Владимиром Фоком, Петром Капицей и др.) он неоднократно приезжал в эту страну (восемь раз в довоенное время — в 1928—1930, 1932—1933, 1935—1937 годах), а в 1936 году даже поучаствовал в восхождении на Эльбрус. Однако после 1937 года ему не удавалось получить визу, поэтому его следующие приезды состоялись лишь после войны, в 1957, 1965 и 1973 годах.
Помимо рассмотренных выше, в 1920—1930-е годы Дирак опубликовал ряд работ, содержащих существенные результаты по различным конкретным проблемам квантовой механики. Он рассмотрел введённую Джоном фон Нейманом матрицу плотности (1929) и связал её с волновой функцией метода Хартри — Фока (1931). В 1930 году он проанализировал учёт обменных эффектов для многоэлектронных атомов в приближении Томаса — Ферми. В 1933 году совместно с Капицей Дирак рассмотрел явление отражения электронов от стоячей световой волны (эффект Капицы — Дирака), которое удалось наблюдать на опыте лишь много лет спустя, после появления лазерной техники. В работе «Лагранжиан в квантовой механике» (1933) была предложена идея интеграла по траекториям, заложившая основы метода функционального интегрирования. Этот подход был положен в основу формализма континуального интеграла, развитого Ричардом Фейнманом в конце 1940-х годов и оказавшегося чрезвычайно плодотворным при решении задач теории калибровочных полей.
В 1930-е годы Дирак написал несколько фундаментальных работ по квантовой теории поля. В 1932 году в совместной с Владимиром Фоком и Борисом Подольским статье «К квантовой электродинамике» был построен так называемый «многовременной формализм», который позволил получить релятивистски инвариантные уравнения для системы электронов в электромагнитном поле. Вскоре эта теория столкнулась с серьёзной проблемой: в ней возникали расходимости. Одной из причин этого является эффект поляризации вакуума, предсказанный Дираком в его сольвеевском докладе 1933 года и приводящий к уменьшению наблюдаемого заряда частиц по сравнению с их действительными зарядами. Другой причиной появления расходимостей является взаимодействие электрона с собственным электромагнитным полем (радиационное трение, или самовоздействие электрона). Пытаясь решить эту проблему, Дирак рассмотрел релятивистскую теорию классического точечного электрона и близко подошёл к идее перенормировок. Процедура перенормировок была положена в основу современной квантовой электродинамики, созданной во второй половине 1940-х годов в работах Ричарда Фейнмана, Синъитиро Томонаги, Юлиана Швингера и Фримена Дайсона.
Важным вкладом Дирака в распространение квантовых идей стало появление его знаменитой монографии «Принципы квантовой механики», первое издание которой вышло в 1930 году. В этой книге было дано первое полное изложение квантовой механики как логически замкнутой теории. Английский физик Джон Эдвард Леннард-Джонс писал по этому поводу (1931):

Как говорят, один известный европейский физик, которому посчастливилось иметь переплетённое собрание оригинальных статей д-ра Дирака, отзывался о нём с благоговением как о своей «библии». Те, кому не так посчастливилось, имеют теперь возможность приобрести «authorized version» [то есть перевод библии, одобренный церковью].

Последующие издания (1935, 1947, 1958) содержали значительные дополнения и усовершенствования изложения материала. Издание 1976 года отличалось от четвёртого издания лишь незначительными исправлениями.

### Две необычные гипотезы: магнитный монополь (1931) и «гипотеза больших чисел» (1937)
В 1931 году в статье «Квантованные сингулярности в электромагнитном поле» Дирак ввёл в физику представление о магнитном монополе, существование которого могло бы объяснить квантование электрического заряда. Позже, в 1948 году, он вернулся к этой теме и развил общую теорию магнитных полюсов, рассматриваемых как концы ненаблюдаемых «струн» (линий сингулярности векторного потенциала). Был предпринят ряд попыток экспериментального обнаружения монополя, однако до сих пор не получено никаких окончательных свидетельств их существования. Тем не менее, монополи прочно вошли в современные теории Великого объединения и могли бы служить источником важной информации о строении и эволюции Вселенной. Дираковские монополи явились одним из первых примеров использования идей топологии в решении физических проблем.
В 1937 году Дирак сформулировал так называемую «гипотезу больших чисел», согласно которой чрезвычайно большие числа (например, отношение констант электромагнитного и гравитационного взаимодействий двух частиц), возникающие в теории, должны быть связаны с возрастом Вселенной, выражаемым также огромным числом. Эта зависимость должна приводить к изменению фундаментальных постоянных со временем. Развивая эту гипотезу, Дирак выдвинул идею о двух временны́х шкалах — атомной (входит в уравнения квантовой механики) и глобальной (входит в уравнения общей теории относительности). Эти соображения могут найти отражение в новейших экспериментальных результатах и теориях супергравитации, вводящих различные размерности пространства для разных типов взаимодействий.
Учебный 1934—1935 год Дирак провёл в Принстоне, где познакомился с сестрой своего близкого друга Юджина Вигнера Маргит (Манси), приехавшей из Будапешта. Они поженились 2 января 1937 года. В 1940 и 1942 годах у Поля и Манси родились две дочери. Кроме того, у Манси было двое детей от первого брака, которые приняли фамилию Дирак.

### Работы по военной тематике

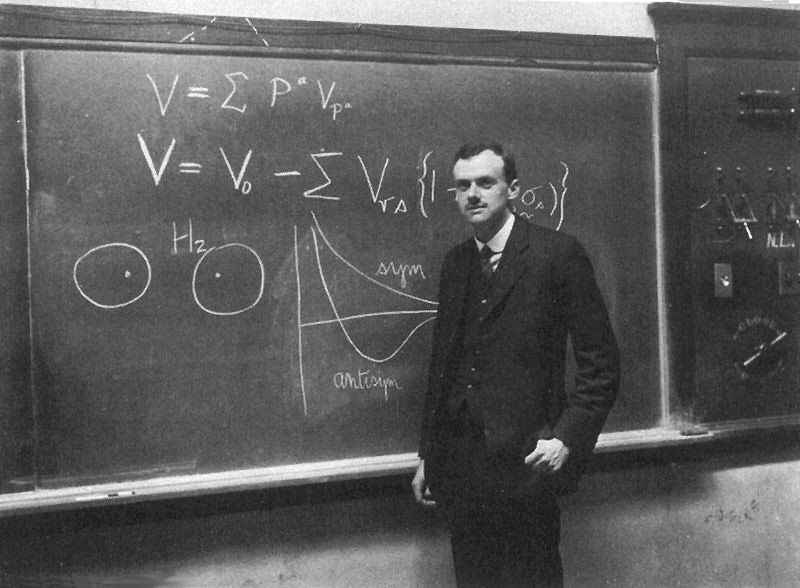
Поль Дирак у доски

После начала Второй мировой войны из-за нехватки сотрудников возросла преподавательская нагрузка на Дирака. Кроме того, ему пришлось взять на себя руководство несколькими аспирантами. До войны Дирак старался избегать такой ответственности и в целом предпочитал работать в одиночку. Лишь в 1930—1931 годах он заменял Фаулера в качестве руководителя Субраманьяна Чандрасекара, а в 1935—1936 принял двух аспирантов Макса Борна, который покинул Кембридж и вскоре обосновался в Эдинбурге. Всего за всю свою жизнь Дирак курировал работу не более дюжины аспирантов (в основном в 1940—1950-е годы). Он полагался на их самостоятельность, но при необходимости был готов помочь советом или ответить на вопросы. Как писал его ученик С. Шанмугадхасан,

Несмотря на его отношение к студентам по принципу «тони или плыви», я твёрдо уверен, что Дирак был лучшим руководителем, которого можно было бы желать.

Во время войны Дирака привлекли к разработке методов разделения изотопов, важных с точки зрения применений атомной энергии. Исследования по разделению изотопов в газообразной смеси методом центрифугирования проводились Дираком совместно с Капицей ещё в 1933 году, однако эти эксперименты прекратились через год, когда Капица не смог вернуться в Англию из СССР. В 1941 году Дирак начал сотрудничать с оксфордской группой Фрэнсиса Саймона, предложив несколько практических идей разделения статистическими методами. Также он дал теоретическое обоснование работы центрифуги с самофракционированием, изобретённой Гарольдом Юри. Терминология, предложенная Дираком в этих исследованиях, используется до сих пор. Кроме того, он был неофициальным консультантом бирмингемской группы, проводя расчёты критической массы урана с учётом её формы.

### Послевоенная деятельность. Последние годы
В послевоенный период Дирак возобновил свою активную деятельность, посещая разные страны мира. Он с удовольствием принимал приглашение поработать в таких научных учреждениях, как Принстонский институт перспективных исследований, Институт фундаментальных исследований в Бомбее (где он заразился гепатитом в 1954 году), Национальный исследовательский совет в Оттаве, читал лекции в различных университетах. Впрочем, порой возникали непредвиденные препятствия: так, в 1954 году Дирак не смог получить разрешение на приезд в США, что, видимо, было связано с делом Оппенгеймера и его довоенными посещениями Советского Союза. Однако большую часть времени он проводил в Кембридже, предпочитая работать дома и приходя в свой служебный кабинет в основном только с целью общения со студентами и сотрудниками университета.
В это время Дирак продолжал развивать собственные взгляды на квантовую электродинамику, пытаясь избавить её от расходимостей, не прибегая к таким искусственным приёмам как перенормировка. Эти попытки осуществлялись по нескольким направлениям: одна из них привела к концепции «лямбда-процесса», другая — к пересмотру представлений об эфире и т. д. Однако, несмотря на огромные усилия, Дираку так и не удалось достичь своих целей и прийти к удовлетворительной теории. После 1950 года наиболее существенным конкретным вкладом в квантовую теорию поля стал развитый в ряде работ обобщённый гамильтонов формализм для систем со связями. В дальнейшем это позволило провести квантование полей Янга — Миллса, что имело принципиальное значение для построения теории калибровочных полей.
Другим направлением работы Дирака являлась общая теория относительности. Он показал справедливость уравнений квантовой механики при переходе к пространству с метрикой ОТО (в частности, с метрикой де Ситтера). В последние годы он был занят проблемой квантования гравитационного поля, для чего распространил гамильтонов подход на задачи теории относительности.
В 1969 году закончился срок пребывания Дирака на посту Лукасовского профессора. Вскоре он принял приглашение занять должность профессора в Университете штата Флорида в Таллахасси и переехал в США. Он также сотрудничал с Центром теоретических исследований в Майами, вручая ежегодные премии имени Р. Оппенгеймера. С каждым годом его здоровье слабело, в 1982 году он перенес серьёзную операцию. Дирак скончался 20 октября 1984 года и был похоронен на кладбище в Таллахасси.
Подводя итог жизненного пути Поля Дирака, имеет смысл привести слова нобелевского лауреата Абдуса Салама:

Поль Адриен Морис Дирак — без сомнения, один из величайших физиков этого, да и любого другого столетия. В течение трёх решающих лет — 1925, 1926 и 1927 — своими тремя работами он заложил основы, во-первых, квантовой физики в целом, во-вторых, квантовой теории поля и, в-третьих, теории элементарных частиц… Ни один человек, за исключением Эйнштейна, не оказал столь определяющего влияния за столь короткий период времени на развитие физики в этом столетии.

## Научная методология Дирака
В оценке творчества Дирака важное место занимают не только полученные фундаментальные результаты, но и сам способ их получения. В этом смысле первостепенное значение приобретает понятие «математической красоты», под которым понимается логическая ясность и последовательность теории. Когда в 1956 году во время лекции в Московском университете Дирака спросили о его понимании философии физики, он написал на доске:

Физические законы должны обладать математической красотой. (англ. Physical laws should have mathematical beauty).

Эта методологическая установка Дирака была ярко и однозначно выражена им в статье, посвящённой столетнему юбилею со дня рождения Эйнштейна:

… нужно в первую очередь руководствоваться соображениями математической красоты, не придавая особого значения расхождениям с опытом. Расхождения вполне могут быть вызваны какими-то вторичными эффектами, которые прояснятся позже. Хотя пока ещё никаких расхождений с теорией гравитации Эйнштейна не обнаружилось, в будущем такое расхождение может появиться. Тогда его надо будет объяснять не ложностью исходных посылок, а необходимостью дальнейших исследований и усовершенствований теории.

По этим же соображениям Дирак не мог смириться с тем способом (процедура перенормировок), которым принято избавляться от расходимостей в современной квантовой теории поля. Следствием этого была неуверенность Дирака даже в основах обычной квантовой механики. В одной из своих лекций он говорил о том, что все эти трудности

заставляют меня думать, что основы квантовой механики ещё не установлены. Исходя из современных основ квантовой механики, люди затратили колоссальный труд, чтобы на примерах отыскать правила устранения бесконечностей в решении уравнений. Но все эти правила, несмотря на то, что вытекающие из них результаты могут согласовываться с опытом, являются искусственными, и я не могу согласиться с тем, что современные основы квантовой механики правильны.

Предлагая в качестве выхода обрезание интегралов путём замены бесконечных пределов интегрирования некоторой достаточно большой конечной величиной, он был готов принять даже неизбежную в этом случае релятивистскую неинвариантность теории:

… квантовую электродинамику можно уложить в рамки разумной математической теории, но лишь ценой нарушения релятивистской инвариантности. Мне, однако, это кажется меньшим злом, чем отступление от стандартных правил математики и пренебрежение бесконечными величинами.

Часто Дирак говорил о своей научной работе как об игре с математическими соотношениями, считая первостепенной задачей поиск красивых уравнений, которые впоследствии могут получить физическую интерпретацию (в качестве примера успешности такого подхода он называл уравнение Дирака и идею магнитного монополя).
Большое внимание в своих работах Дирак уделял выбору терминов и обозначений, многие из которых оказались столь удачны, что прочно вошли в арсенал современной физики. В качестве примера можно назвать ключевые в квантовой механике понятия «наблюдаемой» и «квантового состояния». Он ввёл в квантовую механику представление о векторах в бесконечномерном пространстве и дал им привычные ныне скобочные обозначения (бра- и кет-вектора), ввёл слово «коммутировать» и обозначил коммутатор (квантовые скобки Пуассона) при помощи квадратных скобок, предложил термины «фермионы» и «бозоны» для двух типов частиц, назвал единицу гравитационных волн «гравитоном» и т. д.

## Дирак как личность

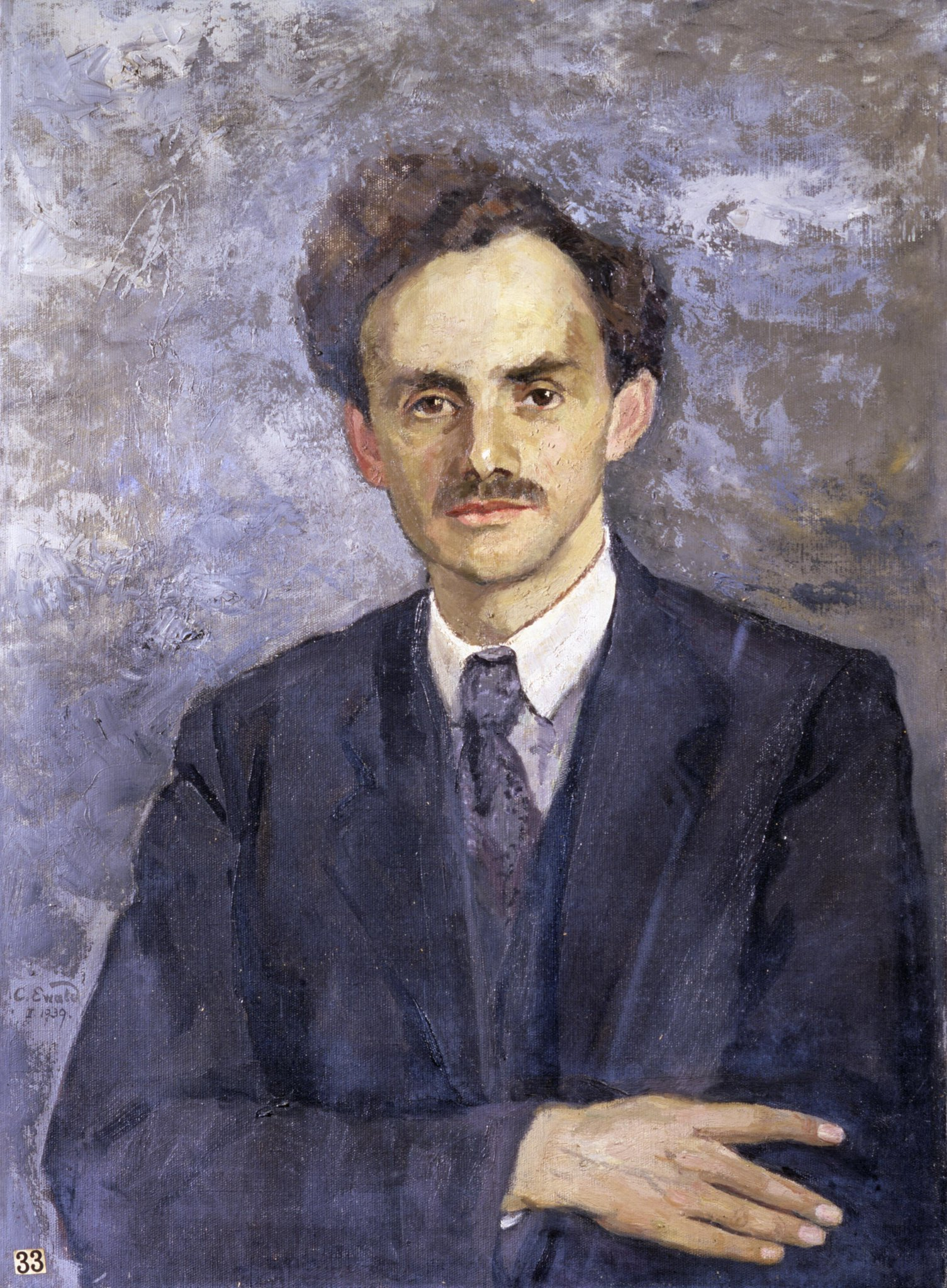
Портрет Поля Дирака кисти Клары Эвальд (1939)

Ещё при жизни Дирак вошёл в научный фольклор как персонаж многочисленных анекдотических историй разной степени достоверности. Они позволяют в какой-то мере понять особенности его характера: молчаливость, серьёзное отношение к любой теме обсуждения, нетривиальность ассоциаций и мышления в целом, стремление к предельно чёткому выражению своих мыслей, рациональное отношение к проблемам (даже абсолютно не связанным с научным поиском). Однажды он выступал с докладом на семинаре - закончив сообщение Дирак обратился к аудитории: «Вопросы есть?». — «Я не понимаю, как вы получили это выражение», сказал один из присутствующих. «Это утверждение, а не вопрос, — ответил Дирак. — Вопросы есть?».
Он не употреблял алкоголь и не курил, был равнодушен к пище или удобствам, избегал внимания к себе. Дирак долгое время был неверующим, что нашло отражение в известной шуточной фразе Вольфганга Паули: «Бога нет, и Дирак — пророк его». С годами его отношение к религии смягчилось (возможно, под влиянием жены), и он даже стал членом Папской академии наук. В статье «Эволюция взглядов физиков на картину природы» Дирак сделал такое заключение:

По-видимому, одним из фундаментальных свойств природы является то, что основные физические законы описываются с помощью математической теории, обладающей настолько большим изяществом и мощью, что требуется чрезвычайно высокий уровень математического мышления, чтобы понять её. Вы можете спросить: почему природа устроена именно так? На это можно только ответить, что наши современные знания показывают, что природа, по-видимому, устроена именно таким образом. Мы просто должны согласиться с этим. Описывая эту ситуацию, можно сказать, что Бог является математиком весьма высокого класса и в своём построении Вселенной он пользовался весьма сложной математикой.

«У меня проблемы с Дираком», — писал Эйнштейн Паулю Эренфесту в августе 1926 года. «Это балансирование на головокружительной грани между гением и безумием — ужасно».
Нильс Бор сказал как-то: «Из всех физиков у Дирака самая чистая душа».

## Награды
- Нобелевская премия по физике (1933, в более молодом возрасте эту премию получали лишь четверо за всю историю)
- Королевская медаль (1939)
- Бейкеровская лекция (1941)
- Медаль Копли (1952)
- Медаль имени Макса Планка (1952)
- Медаль Гельмгольца (1964)
- Премия памяти Роберта Оппенгеймера (1969)
- Орден заслуг (1973)

## Память
- Ряд научных наград носят имя Дирака. Университет Нового Южного Уэльса вручает Серебряную медаль имени Дирака за вклад в теоретическую физику и проводит традиционную публичную дираковскую лекцию. Британский институт физики учредил медаль и премию имени Поля Дирака. Международный центр теоретической физики в Триесте вручает медаль Дирака каждый год к его юбилею (8 августа). Имя Дирака также носит медаль Международной ассоциации теоретической и вычислительной химии. Последним аспирантом Дирака Брюсом Хеллманном в 1997 году была учреждена премия Дирака — Хеллманна (англ. Dirac-Hellmann Award) за лучшую теоретическую работу среди сотрудников Университета штата Флорида.
- В Таллахасси, где Дирак провёл свои последние годы, его имя носят одна из улиц (англ. Paul Dirac Drive) и библиотека Университета штата Флорида (англ. Paul A. M. Dirac Science Library).
- На родине Дирака, в Бристоле, его именем названа одна из дорог, а также штаб-квартира издательства Института физики (англ. Dirac House)[97].
- Малая планета 5997, открытая в 1983 году, носит имя Дирака.
- 13 ноября 1995 года в Вестминстерском аббатстве была торжественно открыта мемориальная табличка в честь Дирака. По этому случаю Абрахам Пайс выступил с обращением к Лондонскому королевскому обществу, которое вошло в его книгу «Гении науки»[98].
- Один из видеокодеков носит название Dirac.
- Один из экспериментов на протонном ускорителе в ЦЕРНе, направленный на поиск двухмезонных атомов, называется DIRAC (англ. DImeson Relativistic Atom Complex)[99].

## Публикации
- Список трудов П. А. М. Дирака // УФН  / сост. Д. Мехра. — 1987. — Т. 153, вып. 9, № 1. — С. 165—172.

### Книги
- П. А. М. Дирак. Основы квантовой механики = The Principles of Quantum Mechanics. — Перевод 1-го изд. — М.; Л.: ГТТИ, 1932. (Рецензия Архивная копия от 6 января 2012 на Wayback Machine Г. В. Спивака.)
- П. А. М. Дирак. Принципы квантовой механики = The Principles of Quantum Mechanics. — Перевод 4-го изд. — М.: Наука, 1979. (недоступная ссылка)
- П. А. М. Дирак. Лекции по квантовой теории поля = Lectures on Quantum Field Theory / Пер. с англ. Б. А. Лысова, под ред. А. А. Соколова. — М.: Мир, 1971. — 243 с.
- П. А. М. Дирак. Общая теория относительности = General Theory of Relativity. — М.: Атомиздат, 1978. (недоступная ссылка)
- П. А. М. Дирак. Спиноры в гильбертовом пространстве = Spinors in Hilbert Space. — М.: Мир, 1978. Архивировано 7 июня 2015 года..
- П. А. М. Дирак. Пути физики = Directions in Physics: Lectures delivered during a visit to Australia and New Zealand. — М.: Атомиздат, 1983. (недоступная ссылка)
- П. А. М. Дирак. К созданию квантовой теории поля. Основные статьи 1925—1958. — М.: Наука, 1990.
- П. А. М. Дирак. Воспоминания о необычайной эпохе: Сб. статей. — М.: Наука, 1990. (недоступная ссылка)
- П. А. М. Дирак. Лекции по квантовой механике = Lectures on Quantum Mechanics. — Ижевск: РХД, 1998. (недоступная ссылка)
- П. А. М. Дирак. Лекции по теоретической физике. — Ижевск: РХД, 2001. (недоступная ссылка)
- П. А. М. Дирак. Собрание научных трудов (в 4 томах). — М.: ФИЗМАТЛИТ, 2002—2005.
  - Квантовая теория (монографии, лекции). — Т. 1. Архивировано 7 июня 2015 года.
  - Квантовая теория (научные статьи 1924—1947). — Т. 2. Архивировано 7 июня 2015 года.
  - Квантовая теория (научные статьи 1948—1984). — Т. 3. Архивировано 7 июня 2015 года.
  - Гравитация и космология. Воспоминания и размышления (лекции, научные статьи 1937—1984). — Т. 4. Архивировано 25 августа 2011 года.

### Основные статьи
- P. A. M. Dirac. The Fundamental Equations of Quantum Mechanics (англ.) // Proc. R. Soc. Lond. A. — 1925. — Vol. 109. — P. 642—653. Архивировано 4 марта 2016 года.
- P. A. M. Dirac. On the Theory of Quantum Mechanics (англ.) // Proc. R. Soc. Lond. A. — 1926. — Vol. 112. — P. 661—677. Архивировано 4 марта 2016 года.
- P. A. M. Dirac. The Physical Interpretation of the Quantum Dynamics (англ.) // Proc. R. Soc. Lond. A. — 1927. — Vol. 113. — P. 621—641. Архивировано 5 марта 2016 года.
- P. A. M. Dirac. The Quantum Theory of the Emission and Absorption of Radiation (англ.) // Proc. R. Soc. Lond. A. — 1927. — Vol. 114. — P. 243—265. Архивировано 4 марта 2016 года.
- P. A. M. Dirac. The Quantum Theory of the Electron (недоступная ссылка — история) (англ.) // Proc. R. Soc. Lond. A. — 1928. — Vol. 117. — P. 610—624.
- P. A. M. Dirac. A Theory of Electrons and Protons (недоступная ссылка — история) (англ.) // Proc. R. Soc. Lond. A. — 1930. — Vol. 126. — P. 360—365.
- P. A. M. Dirac. Quantised Singularities in the Electromagnetic Field (англ.) // Proc. R. Soc. Lond. A. — 1931. — Vol. 133. — P. 60—72. Архивировано 4 марта 2016 года.
- P. A. M. Dirac. A New Basis for Cosmology (англ.) // Proc. R. Soc. Lond. A. — 1938. — Vol. 165. — P. 199—208. Архивировано 4 марта 2016 года.
- P. A. M. Dirac. Bakerian Lecture. The Physical Interpretation of Quantum Mechanics (англ.) // Proc. R. Soc. Lond. A. — 1942. — Vol. 180. — P. 1—40.
- P. A. M. Dirac. Generalized Hamiltonian Dynamics (англ.) // Proc. R. Soc. Lond. A. — 1958. — Vol. 246. — P. 326—332.

Некоторые статьи на русском языке
- П. А. М. Дирак. Теория электронов и протонов = A Theory of Electrons and Protons in Proc. Roy. Soc., Jan. 1930, p. 360 // УФН  / пер. студ. ЛГУ Я. И. Ларионова, С. Ю. Лукьянова и П. Павикского. — 1930. — Т. 10, вып. 9, № 5—6. — С. 581—591.
- П. Дирак. Теория электронов и позитронов // В. Гейзенберг, Э. Шрёдингер, П. Дирак. Современная квантовая механика: Три нобелевских доклада. (недоступная ссылка) — Л.; М.: ГТТИ, 1934. — С. 65—75.
- П. А. М. Дирак. Методы теоретической физики = from a Life of Physics, Evening Lectures the International Centre of Theoretical Physics in Triest, Wiena, IAIA, 1969 // УФН  / пер. В. К. Игнатовича. — 1970. — Т. 102, вып. 10, № 2. — С. 279—312. — перевод текста вечерней лекции, прочитанной на симпозиуме в Триесте в июне 1968 года.
- П. А. М. Дирак. Можно ли использовать уравнения движения в физике высоких энергий? = Can Equations of Motion Be Used in High-Energy Physics?, Phys. Today 23 (4), 29 (1970). // УФН  / пер. И. М. Беккермана. — 1971. — Т. 103, вып. 1, № 1. — С. 121—126.
- П. А. М. Дирак. Основные уравнения квантовой механики = Fundamental Equations of Quantum Mechanics, Proc. Roy. Soc. (Lnd.) A109 (No. A752), 642—653 (1925). // УФН  / пер. M. Б. Волошина. — 1977. — Т. 122, вып. 8, № 4. — С. 611—621.
- П. А. М. Дирак. Релятивистское волновое уравнение электрона = The Relativistic Electron Wave Equation. Preprint K.FKI-1977-62. — Budapest: Hungarian Academy of Sciences. Central Research Institute for Physics, 1977.—19 p. // УФН  / пер. И. М. Дрёмина. — 1979. — Т. 129, вып. 8, № 4. — С. 681—691. — перевод текста доклада, прочитанного на Европейской конференции по физике частиц, Будапешт, 1977.
- П. А. М. Дирак. Воспоминания о необычайной эпохе = Recollections of an Exciting Era // History of Twentieth Century Physics: Proceedings of the International [Summer] School of Physics «Enrico Fermi». Course LVII. Varenna, Lake Como, Italy, villa Monastero, July 31 — August 12, 1972. — (Rendiconti S. I. F. — LVII). — New York: Academic Press, 1977. — P. 109—146. // УФН  / пер. Н. Я. Смородинской. — 1987. — Т. 153, вып. 9, № 1. — С. 105—134. — перевод текста лекции, прочитанной на летней школе на озере Комо в 1972 году.